# خریستیان برائوزمان
خریستیان برائوزمان (روسی: Християн Евгеньевич Браузман؛ زادهٔ ۱۵ اوت ۲۰۰۳) بازیکن فوتبال است.
وی همچنین در تیم‌های ملی فوتبال زیر ۲۳ سال قرقیزستان و قرقیزستان بازی کرده‌است.